# بوب أوبراين (لاعب كرة قاعدة)
بوب أوبراين (بالإنجليزية: Bob O'Brien)‏ هو لاعب كرة قاعدة أمريكي، ولد في 23 أبريل 1949 في بيتسبرغ في الولايات المتحدة.

## وصلات خارجية
- بوب أوبراين على موقعبيزبول رفرنس.كوم (الدوري الرئيسي) (الإنجليزية)
- بوب أوبراين على موقعبيزبول رفرنس.كوم (الدوري الثانوي) (الإنجليزية)